# Lillemor von Hanno

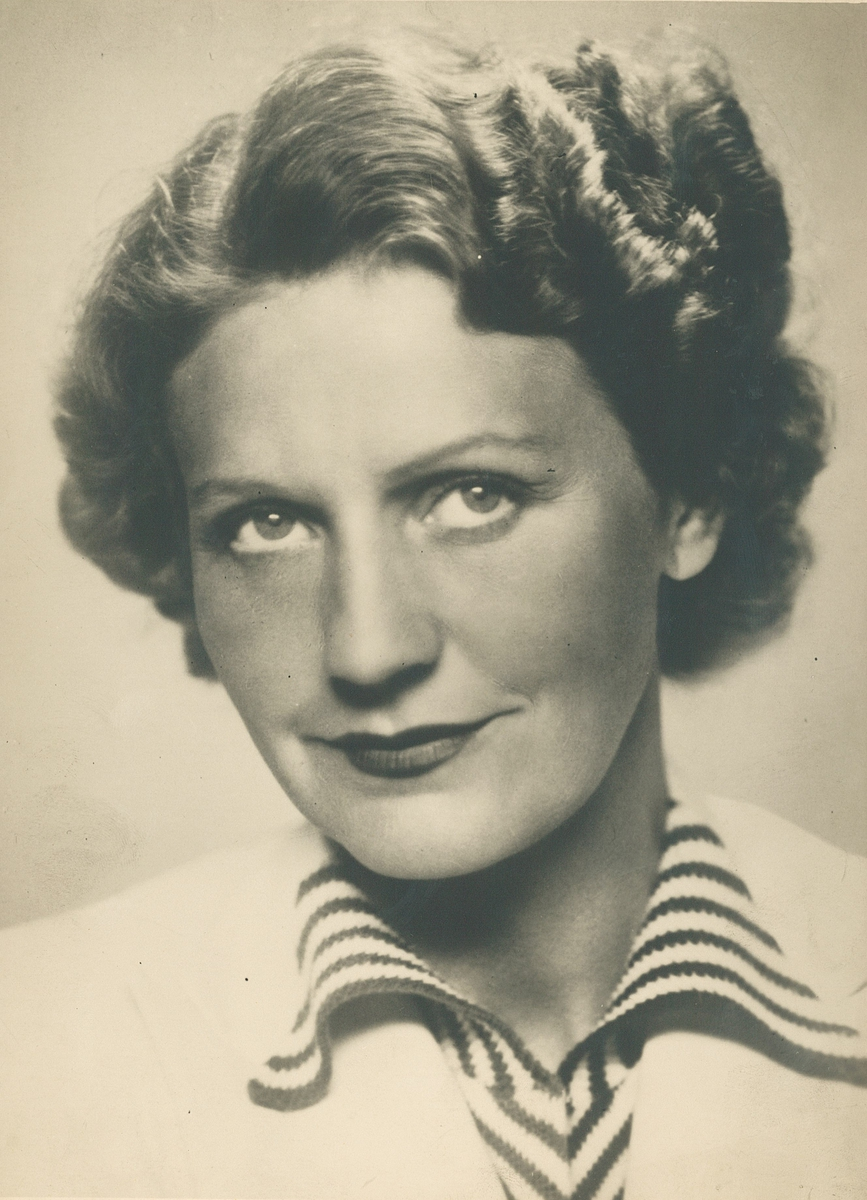
Lillemor von Hanno

Lillemor von Hanno, geboren als Bergljot Gjems Selmer (geboren am 30. Dezember 1900 in Balsfjord, Troms; gestorben am 5. April 1984 in Oslo) war eine norwegische Schauspielerin und Schriftstellerin.

## Leben
Gjems Selmer war das 8. und jüngste Kind des Bezirksarztes Alfred Selmer (1. März 1851–26. Juni 1919) und dessen Frau der Schauspielerin und Schriftstellerin Ågot (geborene Gjems, 1858–1926). Im Jahr 1902 zog die Familie von Balsfjord nach Ås um. Ihre Mutter war vor der Heirat der Eltern von 1876 bis 1883 Schauspielerin am Christiania Theater und veröffentlichte später mehrere Bücher für junge Mädchen. Ihre ältere Schwester Tordis war Sängerin und ihr Bruder Alfred wurde Schauspieler. Sie wurde im Tanzen und im Theaterspiel ausgebildet und besuchte 1917 die Ballettschule von Emilie Walbom (Johanne Emilie Margrethe Walbom, 27. Oktober 1858–23. Oktober 1932) in Kopenhagen. 1926 wechselte sie an die Russische Ballettschule in Berlin und 1928 zu Betty Mathilde Hennings (6. Oktober 1850–27. Oktober 1939) zurück nach Kopenhagen.
1920 gab sie ihr Debütgastspiel als Käthie in Wilhelm Meyer-Försters Schauspiel Alt-Heidelberg norwegisch Gamle Heidelberg im Theater von Trondhjem. Durch ihre Auftritte in der Revue Alle gir, ta en erlangte sie große Popularität. 1923 bis 1925 arbeitete sie am Nationaltheater in Oslo und war dort in den Rollen der „Anitra“ in Peer Gynt und „Ginevra“ in Sem Benellis Vendetta. In den Jahren 1925 und 1926 trat sie im Chat Noir in Oslo auf und von 1927 bis 1934 arbeitete sie für Det Nye Teater, wo sie unter anderem die „Stella“ in W. Somerset Maughams Drama The Sacred Flame oder die „Elma“ in Frederick Lonsdales Drama Canaries Sometimes Sing zu sehen war. Anschließend ging sie wieder an das Nationaltheater, bis sie sich 1951 von ihrer Tätigkeit als Theaterschauspielerin zurückzog. Sie war in dieser Zeit auch als Model für Mode- und Reklamebilder tätig und wirkte in einigen Filmen mit, so 1939 in Familien på Borgan und 1959 in Støv på hjernen.
Bereits in den 1930er Jahren hatte sie begonnen sich auch als Autorin zu betätigen. Ihr erster Roman hieß De og vi und erschien 1936, es folgten humorvolle Werke über Oslo (Dumme menn og troll til kjerringer, 1937, das von ihrem Ehemann illustriert wurde) und veröffentlichte witzige Serien in den Zeitungen Dagbladet und Morgenbladet. Sie verfasste auch Theaterstücke, wie Leken vi leber, das 1938 in Det Nye Teater aufgeführt wurde.
Von Hanno arbeitete ab 1940 auch als Vertrauensfrau der Schauspieler am Nationaltheater, wo sie sich während der Besatzungszeit stark engagierte, so dass sie 1944 nach Schweden flüchten musste. Nach dem Ende des Krieges kehrte sie nach Norwegen zurück. Zwei Jahre lang war sie zudem Mitglied im Vorstand des norwegischen Schauspielerverbandes (norwegisch Norsk Skuespillerforbund).

## Auszeichnungen
- 1. Juli 1951: Goldene Verdienstmedaille des Königs (norwegisch Kongens fortjenstmedalje i gull)[4][7]

## Familie
Gjems Selmer war zweimal verheiratet
- 1. am 9. April 1927 mit dem Zeichner und Theatermaler Otto Friedrich Wilhelm von Hanno (14. Oktober 1891–10. November 1956),[8] Sohn des Architekten Carl Wilhelm von Hanno (1860–1912) und dessen Frau Ingeborg (geborene Gjerdrum, 1868–1927). Diese Ehe wurde am 18. April 1942 aufgelöst.
  - Anne Marie von Hanno (10. Januar 1928–24. November 2017) ⚭ Lasse Aasland (15. August 1926– 13. Juni 2001), das Paar hatte drei Kinder. Sie wurde auch Tertit von Hanno Aasland genannt.
- 2. 1950 mit Joakim Lund Ihlen (22. März 1899–15. September 1981). Diese Ehe wurde 1957 wieder geschieden.[9]